# Сила і слава
«Сила і слава» (англ. The Power and the Glory) — роман Ґрема Ґріна, визнаний класикою світової літератури. Видано 1940 року.
1941 році роман відзначено Готорнденською премією. 2005 року журнал TIME назвав його одним зі ста найкращих англомовних романів з 1923 року.
Українською мовою книга перекладена та опублікована 2023 року видавництвом "Свічадо".

## Сюжет
Дія книги відбувається в період жорстоких переслідувань католицької церкви в післяреволюційній Мексиці 1920-х років. Головний герой роману — «питущий падре» — католицький священник, який, всупереч наказу влади, під страхом розстрілу без суду і слідства продовжує ходити по глухих селах (в одному з них живе його жінка з його дитиною), служити меси, хрестити, сповідувати і причащати своїх парафіян. При цьому він, колись благополучний, пересічний, в міру доброчесний священник, від самотності та відчаю став пити і взагалі може здатися людиною неблагочестивою. Таким чином, читач бачить парадоксальне поєднання особистої духовної слабкості з наполегливим прагненням до святості, яке виявляється у служінні. Переслідуваний військовими, священник переходить через гірський хребет до сусіднього штату, де за нелегальні меси місцеві закони передбачають не розстріл, а лише штраф. Його селить у себе впливовий і багатий покровитель, який пропонує священнику залишитися і безбоязно служити в місцевій церкві, де якраз немає настоятеля. Священник відмовляється, потроху відновлюється від голоду та обморожень, а потім, отримавши звістку, що людина, яка помирає в горах, бажає причаститися, вирушає виконати свій обов'язок, потрапляє в засідку і опиняється під арештом. Згодом його страчують. У фінальній сцені роману на конспіративній квартирі, де колись бував головний герой оповіді, серед ночі з'являється новий священник.

## Історичний контекст
Історичним тлом «Сили і слави» стали події в Мексиці у першій половині ХХ століття, де на хвилі революції суспільні реформи все більше набирали антирелігійного й антицерковного характеру. Аж доки не були прийняті закони, які відкрили двері для жорсткої розправи над усіма аспектами релігійного життя: церковне майно націоналізували, храми сплюндрували і закрили, священників переслідували і вбивали або схиляли до співпраці, спокушаючи державною пенсією чи можливістю одружитись. Тих, хто чинив опір, страчували. За наявність релігійної літератури чи атрибутики зубожілих людей змушували платити штрафи чи гарувати у тюрмах. Це спровокувало повстання, яке тривало три роки — з 1926 по 1929-й — і увійшло в підручники з історії під назвою «Крістіада» (походить від гасла повстанців «Viva Cristo Rey!» — Хай живе Христос Цар!), а самих повстанців називали «крістерос». 
Спершу віряни намагалися чинити мирний опір: писали петиції, здійснювали бойкоти. Але ця стратегія не дала бажаного ефекту, а тому незгодні почали вдаватися до спорадичних повстань, які згодом переросли у громадянську війну, під час якої з обох сторін сумарно загинуло близько 90 000 людей. 
У 1937–1938 роках Ґрін провів у Мексиці кілька місяців, про що написав книжку дорожніх записок «Дороги беззаконня» (The Lawless Roads). Деякі історії і персонажі, які письменник описав у цих нотатках, знайшли відображення у романі «Сила і слава».
Під час подорожі Мексикою Ґрін побував у штаті Табаско, де й відбуваються події роману. Раніше там губернатором був Томас Ґаррідо Канабаль, котрий став прототипом лейтенанта у «Силі і славі». Канабаль був відомий своєю вдачею тирана й одержимістю супроти Церкви. Створивши загони так званих «червоносорочечників», він чинив розправи над усіма й усім, що мало релігійний характер. Його метою, як він сам вважав, була побудова нового суспільства, вільного від «забобонної релігійності».

## Екранізація
1947 року режисер Джон Форд екранізував роман під назвою «Втікач».